# Giải bóng đá Cúp Quốc gia 2024–25
Giải bóng đá Cúp Quốc gia 2024–25 (tiếng Anh: 2024–25 Vietnamese National Football Cup) là mùa giải thứ 33 của Giải bóng đá Cúp Quốc gia, diễn ra từ ngày 19 tháng 10 năm 2024 đến ngày 29 tháng 6 năm 2025. Đây là mùa giải thứ hai có thời gian tổ chức thi đấu xuyên năm, từ nửa cuối năm trước đến nửa đầu năm sau. Giải đấu quy tụ 14 câu lạc bộ V.League 1 và 11 đội bóng V.League 2 cùng tranh tài. Câu lạc bộ vô địch sẽ giành quyền tham dự trận Siêu cúp bóng đá Việt Nam 2024–25 và đại diện Việt Nam tham dự AFC Champions League Two 2025–26.
Đông Á Thanh Hóa là đương kim vô địch, nhưng đã bị loại ở vòng 16 đội. Công an Hà Nội lần đầu tiên trở thành nhà vô địch của giải đấu sau khi giành chiến thắng 5–0 trước Sông Lam Nghệ An trong trận chung kết.

## Phân loại giải đấu
| Vòng đấu  | Số đội bóng vào thẳng | Số đội bóng từ vòng trước |
| --------- | --- | ------------------------- |
| Vòng loại | 18 đội từ V.League 1 và V.League 2 | —                         |
| Vòng 1/8  | 4 đội lọt vào bán kết mùa trước (Đông Á Thanh Hóa, Hà Nội, Thể Công – Viettel, Thép Xanh Nam Định) 3 đội khác (Công an Hà Nội, Sông Lam Nghệ An và 1 đội qua bốc thăm) | 9 đội thắng vòng loại     |
| Tứ kết    | — | 8 đội thắng vòng 1/8      |
| Bán kết   | — | 4 đội thắng vòng tứ kết   |
| Chung kết | — | 2 đội thắng vòng bán kết  |

## Giải thưởng
| Vòng đấu    | Tiền thưởng       |
| ----------- | ----------------- |
| Vòng loại   | 10.000.000 VNĐ    |
| Vòng 1/8    | 20.000.000 VNĐ    |
| Vòng tứ kết | 30.000.000 VNĐ    |
| Hạng ba     | 400.000.000 VNĐ   |
| Á quân      | 1.000.000.000 VNĐ |
| Vô địch     | 2.000.000.000 VNĐ |

## Bốc thăm
Lễ bốc thăm và xếp lịch thi đấu Giải bóng đá Cúp Quốc gia 2024–25 diễn ra vào lúc 14 giờ 30 phút ngày 12 tháng 9 năm 2024 tại Hội trường tầng 2 Liên đoàn bóng đá Việt Nam, đường Lê Quang Đạo, Phú Đô, Nam Từ Liêm, Hà Nội.

### Thứ tự bốc thăm
- Bốc thăm ngẫu nhiên cho Đông Á Thanh Hóa và Hà Nội vào một trong hai nhóm mã số A (1, 4, 7, 10) và B (13, 16, 19). Thực hiện bốc thăm cho hai câu lạc bộ này vào mã số cụ thể.
- Bốc thăm cho Công an Hà Nội, Thể Công – Viettel, Sông Lam Nghệ An và Thép Xanh Nam Định vào 4 trong 5 mã số ưu tiên còn lại.
- Bốc thăm cho 19 câu lạc bộ vào 19 mã số còn lại.
- Bốc thăm ngẫu nhiên sân nhà, sân khách cho nhóm mã số lớn và nhóm mã số nhỏ ở vòng tứ kết.
- Bốc thăm ngẫu nhiên sân nhà, sân khách cho nhóm mã số lớn và nhóm mã số nhỏ ở vòng bán kết.
- Bốc thăm ngẫu nhiên sân nhà, sân khách cho nhóm mã số lớn và nhóm mã số nhỏ ở trận chung kết

### Mã số thi đấu các đội
Những đội in đậm được đặc cách vào vòng 16 đội. Ở vòng tứ kết và bán kết, đội có mã số nhỏ hơn được thi đấu trên sân nhà, trong khi ở trận chung kết đội có mã số lớn hơn được thi đấu trên sân nhà.
| Mã số | Đội                |
| ----- | ------------------ |
| 01    | Đông Á Thanh Hóa   |
| 02    | Quảng Nam          |
| 03    | Hải Phòng          |
| 04    | Công an Hà Nội     |
| 05    | Long An            |
| 06    | Hồng Lĩnh Hà Tĩnh  |
| 07    | Thể Công – Viettel |
| 08    | Khatoco Khánh Hòa  |
| 09    | PVF–CAND           |

| Mã số | Đội                       |
| ----- | ------------------------- |
| 10    | Hoàng Anh Gia Lai         |
| 11    | Trường Tươi Bình Phước    |
| 12    | Trẻ Thành phố Hồ Chí Minh |
| 13    | Sông Lam Nghệ An          |
| 14    | Hòa Bình                  |
| 15    | SHB Đà Nẵng               |
| 16    | Hà Nội                    |
| 17    | Đồng Tháp                 |
| 18    | Đồng Nai                  |

| Mã số | Đội                   |
| ----- | --------------------- |
| 19    | Thép Xanh Nam Định    |
| 20    | Quy Nhơn Bình Định    |
| 21    | Becamex Bình Dương    |
| 22    | Bà Rịa – Vũng Tàu     |
| 23    | Huế                   |
| 24    | Thành phố Hồ Chí Minh |
| 25    | Phù Đổng Ninh Bình    |

## Khai mạc
Lễ khai mạc chính thức của giải đấu diễn ra vào lúc 16:45 ngày 19 tháng 10 năm 2024 tại Sân vận động Bình Phước, thành phố Đồng Xoài, tỉnh Bình Phước với trận đấu khai mạc diễn ra vào lúc 17:00 giữa Trường Tươi Bình Phước và Trẻ Thành phố Hồ Chí Minh.

## Sơ đồ thi đấu
|  | Vòng loại                         | Vòng loại                    |                                   |       | Vòng 16 đội | Vòng 16 đội |  |  | Tứ kết | Tứ kết |  |  | Bán kết | Bán kết |  |  | Chung kết | Chung kết |
|  |                                   |                              |                                   |       |             |             |  |  |        |        |  |  |         |         |  |  |           |           |
|  |                                   |                              |                                   |       |             |             |  |  |        |        |  |  |         |         |  |  |           |           |
|  |                                   |                              |                                   |       |             |             |  |  |        |        |  |  |         |         |  |  |           |           |
|  |                                   |                              |                                   |       |             |             |  |  |        |        |  |  |         |         |  |  |           |           |
|  | 11 tháng 1 năm 2025 – Vinh        |                              |                                   |       |             |             |  |  |        |        |  |  |         |         |  |  |           |           |
|  |                                   |                              |                                   |       |             |             |  |  |        |        |  |  |         |         |  |  |           |           |
|  | Sông Lam Nghệ An                  | 1                            |                                   |       |             |             |  |  |        |        |  |  |         |         |  |  |           |           |
|  | Sông Lam Nghệ An                  | 1                            | 19 tháng 10 năm 2024 – Hòa Bình   |       |             |             |  |  |        |        |  |  |         |         |  |  |           |           |
|  |                                   |                              | SHB Đà Nẵng                       | 0     |             |             |  |  |        |        |  |  |         |         |  |  |           |           |
|  | Hòa Bình                          | 0 (10)                       | SHB Đà Nẵng                       | 0     |             |             |  |  |        |        |  |  |         |         |  |  |           |           |
|  | Hòa Bình                          | 0 (10)                       | 30 tháng 3 năm 2025 – Vinh        |       |             |             |  |  |        |        |  |  |         |         |  |  |           |           |
|  | SHB Đà Nẵng                       | 0 (11)                       |                                   |       |             |             |  |  |        |        |  |  |         |         |  |  |           |           |
|  | SHB Đà Nẵng                       | 0 (11)                       | Sông Lam Nghệ An                  | 2     |             |             |  |  |        |        |  |  |         |         |  |  |           |           |
|  |                                   |                              | Sông Lam Nghệ An                  | 2     |             |             |  |  |        |        |  |  |         |         |  |  |           |           |
|  |                                   | Đồng Tháp                    | 1                                 |       |             |             |  |  |        |        |  |  |         |         |  |  |           |           |
|  |                                   | Đồng Tháp                    | 1                                 |       |             |             |  |  |        |        |  |  |         |         |  |  |           |           |
|  | 12 tháng 1 năm 2025 – Hàng Đẫy    |                              |                                   |       |             |             |  |  |        |        |  |  |         |         |  |  |           |           |
|  |                                   |                              |                                   |       |             |             |  |  |        |        |  |  |         |         |  |  |           |           |
|  | Hà Nội                            | 0 (3)                        |                                   |       |             |             |  |  |        |        |  |  |         |         |  |  |           |           |
|  | Hà Nội                            | 0 (3)                        | 19 tháng 10 năm 2024 – Cao Lãnh   |       |             |             |  |  |        |        |  |  |         |         |  |  |           |           |
|  |                                   |                              | Đồng Tháp                         | 0 (4) |             |             |  |  |        |        |  |  |         |         |  |  |           |           |
|  | Đồng Tháp                         | 1                            | Đồng Tháp                         | 0 (4) |             |             |  |  |        |        |  |  |         |         |  |  |           |           |
|  | Đồng Tháp                         | 1                            | 6 tháng 6 năm 2025 – Vinh         |       |             |             |  |  |        |        |  |  |         |         |  |  |           |           |
|  | Đồng Nai                          | 0                            |                                   |       |             |             |  |  |        |        |  |  |         |         |  |  |           |           |
|  | Đồng Nai                          | 0                            | Sông Lam Nghệ An                  | 3     |             |             |  |  |        |        |  |  |         |         |  |  |           |           |
|  |                                   |                              | Sông Lam Nghệ An                  | 3     |             |             |  |  |        |        |  |  |         |         |  |  |           |           |
|  |                                   | Becamex Bình Dương           | 2                                 |       |             |             |  |  |        |        |  |  |         |         |  |  |           |           |
|  |                                   | Becamex Bình Dương           | 2                                 |       |             |             |  |  |        |        |  |  |         |         |  |  |           |           |
|  | 9 tháng 1 năm 2025 – Thiên Trường |                              |                                   |       |             |             |  |  |        |        |  |  |         |         |  |  |           |           |
|  |                                   |                              |                                   |       |             |             |  |  |        |        |  |  |         |         |  |  |           |           |
|  | Thép Xanh Nam Định                | 1 (4)                        |                                   |       |             |             |  |  |        |        |  |  |         |         |  |  |           |           |
|  | Thép Xanh Nam Định                | 1 (4)                        | 20 tháng 10 năm 2024 – Quy Nhơn   |       |             |             |  |  |        |        |  |  |         |         |  |  |           |           |
|  |                                   |                              | Becamex Bình Dương                | 1 (5) |             |             |  |  |        |        |  |  |         |         |  |  |           |           |
|  | Quy Nhơn Bình Định                | 2 (3)                        | Becamex Bình Dương                | 1 (5) |             |             |  |  |        |        |  |  |         |         |  |  |           |           |
|  | Quy Nhơn Bình Định                | 2 (3)                        | 29 tháng 3 năm 2025 – Bình Dương  |       |             |             |  |  |        |        |  |  |         |         |  |  |           |           |
|  | Becamex Bình Dương                | 2 (4)                        |                                   |       |             |             |  |  |        |        |  |  |         |         |  |  |           |           |
|  | Becamex Bình Dương                | 2 (4)                        | Becamex Bình Dương                | 2 (5) |             |             |  |  |        |        |  |  |         |         |  |  |           |           |
|  | 19 tháng 10 năm 2024 – Bà Rịa     |                              | Becamex Bình Dương                | 2 (5) |             |             |  |  |        |        |  |  |         |         |  |  |           |           |
|  |                                   | Phù Đổng Ninh Bình           | 2 (4)                             |       |             |             |  |  |        |        |  |  |         |         |  |  |           |           |
|  | Bà Rịa – Vũng Tàu                 | Phù Đổng Ninh Bình           | 2 (4)                             | 1     |             |             |  |  |        |        |  |  |         |         |  |  |           |           |
|  | Bà Rịa – Vũng Tàu                 | 12 tháng 1 năm 2025 – Bà Rịa |                                   | 1     |             |             |  |  |        |        |  |  |         |         |  |  |           |           |
|  | Huế                               | 0                            |                                   |       |             |             |  |  |        |        |  |  |         |         |  |  |           |           |
|  | Huế                               | 0                            | Bà Rịa – Vũng Tàu                 | 1 (2) |             |             |  |  |        |        |  |  |         |         |  |  |           |           |
|  | 20 tháng 10 năm 2024 – Thống Nhất |                              | Bà Rịa – Vũng Tàu                 | 1 (2) |             |             |  |  |        |        |  |  |         |         |  |  |           |           |
|  |                                   | Phù Đổng Ninh Bình           | 1 (4)                             |       |             |             |  |  |        |        |  |  |         |         |  |  |           |           |
|  | Thành phố Hồ Chí Minh             | Phù Đổng Ninh Bình           | 1 (4)                             | 0 (3) |             |             |  |  |        |        |  |  |         |         |  |  |           |           |
|  | Thành phố Hồ Chí Minh             |                              | 29 tháng 6 năm 2025 – Vinh        | 0 (3) |             |             |  |  |        |        |  |  |         |         |  |  |           |           |
|  | Phù Đổng Ninh Bình                | 0 (4)                        |                                   |       |             |             |  |  |        |        |  |  |         |         |  |  |           |           |
|  | Phù Đổng Ninh Bình                | 0 (4)                        | Sông Lam Nghệ An                  | 0     |             |             |  |  |        |        |  |  |         |         |  |  |           |           |
|  |                                   |                              | Sông Lam Nghệ An                  | 0     |             |             |  |  |        |        |  |  |         |         |  |  |           |           |
|  |                                   | Công an Hà Nội               | 5                                 |       |             |             |  |  |        |        |  |  |         |         |  |  |           |           |
|  |                                   | Công an Hà Nội               | 5                                 |       |             |             |  |  |        |        |  |  |         |         |  |  |           |           |
|  | 4 tháng 3 năm 2025 – Thanh Hóa    |                              |                                   |       |             |             |  |  |        |        |  |  |         |         |  |  |           |           |
|  |                                   |                              |                                   |       |             |             |  |  |        |        |  |  |         |         |  |  |           |           |
|  | Đông Á Thanh Hóa                  | 0                            |                                   |       |             |             |  |  |        |        |  |  |         |         |  |  |           |           |
|  | Đông Á Thanh Hóa                  | 0                            | 20 tháng 10 năm 2024 – Hòa Xuân   |       |             |             |  |  |        |        |  |  |         |         |  |  |           |           |
|  |                                   |                              | Hải Phòng                         | 1     |             |             |  |  |        |        |  |  |         |         |  |  |           |           |
|  | Quảng Nam                         | 2                            | Hải Phòng                         | 1     |             |             |  |  |        |        |  |  |         |         |  |  |           |           |
|  | Quảng Nam                         | 2                            | 22 tháng 4 năm 2025 – Lạch Tray   |       |             |             |  |  |        |        |  |  |         |         |  |  |           |           |
|  | Hải Phòng                         | 4                            |                                   |       |             |             |  |  |        |        |  |  |         |         |  |  |           |           |
|  | Hải Phòng                         | 4                            | Hải Phòng                         | 1     |             |             |  |  |        |        |  |  |         |         |  |  |           |           |
|  |                                   |                              | Hải Phòng                         | 1     |             |             |  |  |        |        |  |  |         |         |  |  |           |           |
|  |                                   | Công an Hà Nội               | 3                                 |       |             |             |  |  |        |        |  |  |         |         |  |  |           |           |
|  |                                   | Công an Hà Nội               | 3                                 |       |             |             |  |  |        |        |  |  |         |         |  |  |           |           |
|  | 14 tháng 1 năm 2025 – Hàng Đẫy    |                              |                                   |       |             |             |  |  |        |        |  |  |         |         |  |  |           |           |
|  |                                   |                              |                                   |       |             |             |  |  |        |        |  |  |         |         |  |  |           |           |
|  | Công an Hà Nội                    | 2                            |                                   |       |             |             |  |  |        |        |  |  |         |         |  |  |           |           |
|  | Công an Hà Nội                    | 2                            | 20 tháng 10 năm 2024 – Long An    |       |             |             |  |  |        |        |  |  |         |         |  |  |           |           |
|  |                                   |                              | Hồng Lĩnh Hà Tĩnh                 | 1     |             |             |  |  |        |        |  |  |         |         |  |  |           |           |
|  | Long An                           | 1                            | Hồng Lĩnh Hà Tĩnh                 | 1     |             |             |  |  |        |        |  |  |         |         |  |  |           |           |
|  | Long An                           | 1                            | 6 tháng 6 năm 2025 – Hàng Đẫy     |       |             |             |  |  |        |        |  |  |         |         |  |  |           |           |
|  | Hồng Lĩnh Hà Tĩnh                 | 4                            |                                   |       |             |             |  |  |        |        |  |  |         |         |  |  |           |           |
|  | Hồng Lĩnh Hà Tĩnh                 | 4                            | Công an Hà Nội                    | 3     |             |             |  |  |        |        |  |  |         |         |  |  |           |           |
|  |                                   |                              | Công an Hà Nội                    | 3     |             |             |  |  |        |        |  |  |         |         |  |  |           |           |
|  |                                   | Thể Công – Viettel           | 1                                 |       |             |             |  |  |        |        |  |  |         |         |  |  |           |           |
|  |                                   | Thể Công – Viettel           | 1                                 |       |             |             |  |  |        |        |  |  |         |         |  |  |           |           |
|  | 11 tháng 1 năm 2025 – Mỹ Đình     |                              |                                   |       |             |             |  |  |        |        |  |  |         |         |  |  |           |           |
|  |                                   |                              |                                   |       |             |             |  |  |        |        |  |  |         |         |  |  |           |           |
|  | Thể Công – Viettel                | 2                            |                                   |       |             |             |  |  |        |        |  |  |         |         |  |  |           |           |
|  | Thể Công – Viettel                | 2                            | 20 tháng 10 năm 2024 – 19 tháng 8 |       |             |             |  |  |        |        |  |  |         |         |  |  |           |           |
|  |                                   |                              | PVF–CAND                          | 0     |             |             |  |  |        |        |  |  |         |         |  |  |           |           |
|  | Khatoco Khánh Hòa                 | 2                            | PVF–CAND                          | 0     |             |             |  |  |        |        |  |  |         |         |  |  |           |           |
|  | Khatoco Khánh Hòa                 | 2                            | 30 tháng 3 năm 2025 – Mỹ Đình     |       |             |             |  |  |        |        |  |  |         |         |  |  |           |           |
|  | PVF–CAND                          | 3                            |                                   |       |             |             |  |  |        |        |  |  |         |         |  |  |           |           |
|  | PVF–CAND                          | 3                            | Thể Công – Viettel                | 2     |             |             |  |  |        |        |  |  |         |         |  |  |           |           |
|  |                                   |                              | Thể Công – Viettel                | 2     |             |             |  |  |        |        |  |  |         |         |  |  |           |           |
|  |                                   | Hoàng Anh Gia Lai            | 0                                 |       |             |             |  |  |        |        |  |  |         |         |  |  |           |           |
|  |                                   | Hoàng Anh Gia Lai            | 0                                 |       |             |             |  |  |        |        |  |  |         |         |  |  |           |           |
|  | 12 tháng 1 năm 2025 – Pleiku      |                              |                                   |       |             |             |  |  |        |        |  |  |         |         |  |  |           |           |
|  |                                   |                              |                                   |       |             |             |  |  |        |        |  |  |         |         |  |  |           |           |
|  | Hoàng Anh Gia Lai                 | 1 (4)                        |                                   |       |             |             |  |  |        |        |  |  |         |         |  |  |           |           |
|  | Hoàng Anh Gia Lai                 | 1 (4)                        | 19 tháng 10 năm 2024 – Bình Phước |       |             |             |  |  |        |        |  |  |         |         |  |  |           |           |
|  |                                   |                              | Trường Tươi Bình Phước            | 1 (3) |             |             |  |  |        |        |  |  |         |         |  |  |           |           |
|  | Trường Tươi Bình Phước            | 1                            | Trường Tươi Bình Phước            | 1 (3) |             |             |  |  |        |        |  |  |         |         |  |  |           |           |
|  | Trường Tươi Bình Phước            | 1                            |                                   |       |             |             |  |  |        |        |  |  |         |         |  |  |           |           |
|  | Trẻ Thành phố Hồ Chí Minh         | 0                            |                                   |       |             |             |  |  |        |        |  |  |         |         |  |  |           |           |
|  | Trẻ Thành phố Hồ Chí Minh         | 0                            |                                   |       |             |             |  |  |        |        |  |  |         |         |  |  |           |           |

## Vòng loại
| Đồng Tháp        | 1–0                      | Đồng Nai |
| ---------------- | ------------------------ | -------- |
| - Trần Thành 34' | Chi tiết FPT Play, TV360 |          |

| Đồng Tháp | Đồng Nai |

| Bà Rịa – Vũng Tàu       | 1–0                      | Huế |
| ----------------------- | ------------------------ | --- |
| - Nguyễn Quốc Hoàng 59' | Chi tiết FPT Play, TV360 |     |

| Bà Rịa – Vũng Tàu | Huế |

| Hòa Bình | 0–0                      | SHB Đà Nẵng |
| --- | ------------------------ | --- |
| | Chi tiết FPT Play, TV360 | |
| Loạt sút luân lưu |                          | |
| - Nguyễn Thế Hùng - Lê Khánh Toàn - Tạ Việt Sơn - Nguyễn Trung Hiếu - Trần Gia Huy - Đinh Viết Lộc - Lê Văn Quý - Nguyễn Văn Dũng - Hoàng Tiến Dũng - Trịnh Hoàng Cảnh - Nguyễn Tiến Tạo | 10–11                    | - Đặng Anh Tuấn - Phạm Đình Duy - Nguyễn Trọng Nam - Trần Vương - Phan Văn Long - Đoàn Anh Việt - Nguyễn Hồng Sơn - Phạm Văn Hữu - Mai Quốc Tú - Lê Văn Hưng - Đặng Tuấn Hưng |

| Hòa Bình | SHB Đà Nẵng |

| Trường Tươi Bình Phước                             | 1–0                      | Trẻ Thành phố Hồ Chí Minh |
| -------------------------------------------------- | ------------------------ | ------------------------- |
| - Nguyễn Công Phượng 5' - Nguyễn Trọng Phú 27' 80' | Chi tiết FPT Play, TV360 |                           |

| Trường Tươi Bình Phước | Trẻ Thành phố Hồ Chí Minh |

| Long An           | 1–4                      | Hồng Lĩnh Hà Tĩnh                                                                   |
| ----------------- | ------------------------ | ----------------------------------------------------------------------------------- |
| Trần Hữu Đăng 66' | Chi tiết FPT Play, TV360 | - Viktor Le 12' - Nguyễn Văn Huy 45+1' - Nguyễn Trọng Hoàng 77' - Huỳnh Tấn Tài 90' |

| Long An | Hồng Lĩnh Hà Tĩnh |

| Quảng Nam                         | 2–4                      | Hải Phòng                                                 |
| --------------------------------- | ------------------------ | --------------------------------------------------------- |
| - Hyuri 21' - Phù Trung Phong 60' | Chi tiết FPT Play, TV360 | - Lê Mạnh Dũng 35' - Bicou 48' - Lucão 79' - Zé Paulo 89' |

| Quảng Nam | Hải Phòng |

| Khatoco Khánh Hòa                         | 2–3                      | PVF–CAND                                                     |
| ----------------------------------------- | ------------------------ | ------------------------------------------------------------ |
| - Hổ 79' - Nguyễn Thanh Thụ 90+1' (ph.đ.) | Chi tiết FPT Play, TV360 | - Nguyễn Xuân Nam 71' - Thái Bá Đạt 77' - Huỳnh Công Đến 86' |

| Khatoco Khánh Hòa | PVF–CAND |

| Quy Nhơn Bình Định                                                                | 2–2                      | Becamex Bình Dương                                                            |
| --------------------------------------------------------------------------------- | ------------------------ | ----------------------------------------------------------------------------- |
| - Dương Thanh Tùng 89' - Vũ Minh Tuấn 90+3' (ph.đ.)                               | Chi tiết FPT Play, TV360 | - Nguyễn Tiến Linh 39' - Nguyễn Thành Nhân 59'                                |
| Loạt sút luân lưu                                                                 |                          |                                                                               |
| - Vũ Minh Tuấn - Cao Văn Triền - Dương Văn Khoa - Trần Trọng Hiếu - Lục Xuân Hưng | 3–4                      | - Hà Đức Chinh - Võ Minh Trọng - Abdurakhmanov - Trần Trung Hiếu - Bùi Vĩ Hào |

| Quy Nhơn Bình Định | Becamex Bình Dương |

| Thành phố Hồ Chí Minh                                                              | 0–0                             | Phù Đổng Ninh Bình                                                             |
| ---------------------------------------------------------------------------------- | ------------------------------- | ------------------------------------------------------------------------------ |
|                                                                                    | Chi tiết FPT Play, HTV Thể Thao |                                                                                |
| Loạt sút luân lưu                                                                  |                                 |                                                                                |
| - Trần Hoàng Phúc - Đào Quốc Gia - Đoàn Hải Quân - Bùi Ngọc Long - Trần Mạnh Cường | 3–4                             | - Nguyễn Đức Việt - Đỗ Thanh Thịnh - Lê Hải Đức - Phạm Gia Hưng - Mạch Ngọc Hà |

| Thành phố Hồ Chí Minh | Phù Đổng Ninh Bình |

## Vòng 16 đội
| Thép Xanh Nam Định                                                                       | 1–1                     | Becamex Bình Dương                                                                                      |
| ---------------------------------------------------------------------------------------- | ----------------------- | --- |
| - Caio César 90+10'                                                                      | Chi tiết FPT Play, HTV1 | - Kizito Trung Hiếu 66'                                                                                 |
| Loạt sút luân lưu                                                                        |                         | |
| - Caio César - Tô Văn Vũ - Trần Nguyên Mạnh - Hoàng Minh Tuấn - Dương Thanh Hào - Mpande | 4–5                     | - Quế Ngọc Hải - Nguyễn Tiến Linh - Bùi Vĩ Hào - Abdurakhmanov - Nguyễn Trần Việt Cường - Ngô Tùng Quốc |

| Thép Xanh Nam Định | Becamex Bình Dương |

| Sông Lam Nghệ An     | 1–0                              | SHB Đà Nẵng |
| -------------------- | -------------------------------- | ----------- |
| - Đinh Xuân Tiến 41' | Chi tiết FPT Play, TV360+5, MyTV |             |

| Sông Lam Nghệ An | SHB Đà Nẵng |

| Thể Công – Viettel                            | 2–0                        | PVF–CAND |
| --------------------------------------------- | -------------------------- | -------- |
| - Nguyễn Đức Chiến 78' - Nhâm Mạnh Dũng 90+3' | Chi tiết FPT Play, TV360+4 |          |

| Thể Công – Viettel | PVF–CAND |

| Bà Rịa – Vũng Tàu                                               | 1–1                        | Phù Đổng Ninh Bình                                              |
| --------------------------------------------------------------- | -------------------------- | --------------------------------------------------------------- |
| - Nguyễn Hoàng Chiến 73'                                        | Chi tiết FPT Play, TV360+5 | - Phạm Văn Thành 30'                                            |
| Loạt sút luân lưu                                               |                            |                                                                 |
| - Bùi Văn Bình - Nguyễn Quốc Hoàng - Lê Khả Đức - Trần Đình Bảo | 2–4                        | - Đinh Thanh Bình - Lê Hải Đức - Nguyễn Đức Cường - Võ Anh Quân |

| Bà Rịa – Vũng Tàu | Phù Đổng Ninh Bình |

| Hoàng Anh Gia Lai                                                                       | 1–1                              | Trường Tươi Bình Phước                                                                        |
| --------------------------------------------------------------------------------------- | -------------------------------- | --------------------------------------------------------------------------------------------- |
| - Dụng Quang Nho 21'                                                                    | Chi tiết FPT Play, HTV Key, MyTV | - Nguyễn Công Phượng 55'                                                                      |
| Loạt sút luân lưu                                                                       |                                  |                                                                                               |
| - Châu Ngọc Quang - Cao Hoàng Minh - Phạm Lý Đức - Nguyễn Hữu Anh Tài - Trần Minh Vương | 4–3                              | - Nguyễn Công Phượng - Cù Nguyễn Khánh - Huỳnh Tấn Sinh - Nguyễn Vũ Hoàng Dương - Hồ Tuấn Tài |

| Hoàng Anh Gia Lai | Trường Tươi Bình Phước |

| Hà Nội                                                                          | 0–0                        | Đồng Tháp                                                                               |
| ------------------------------------------------------------------------------- | -------------------------- | --------------------------------------------------------------------------------------- |
|                                                                                 | Chi tiết FPT Play, TV360+4 |                                                                                         |
| Loạt sút luân lưu                                                               |                            |                                                                                         |
| - Đậu Văn Toàn - Lê Văn Xuân - Phạm Xuân Mạnh - Bùi Long Nhật - Nguyễn Văn Tùng | 3–4                        | - Trần Long Hải - Nguyễn Đình Huyên - Trần Hữu Thắng - Nguyễn Văn Thái - Nguyễn Tuấn Em |

| Hà Nội | Đồng Tháp |

| Công an Hà Nội                        | 2–1                             | Hồng Lĩnh Hà Tĩnh |
| ------------------------------------- | ------------------------------- | ----------------- |
| - Alan 37' - Bùi Hoàng Việt Anh 90+3' | Chi tiết FPT Play, HTV Thể Thao | - Geovane 68'     |

| Công an Hà Nội | Hồng Lĩnh Hà Tĩnh |

| Đông Á Thanh Hóa | 0–1                        | Hải Phòng             |
| ---------------- | -------------------------- | --------------------- |
|                  | Chi tiết FPT Play, TV360+4 | - Triệu Việt Hưng 43' |

| Đông Á Thanh Hóa | Hải Phòng |

## Tứ kết
| Becamex Bình Dương                                                                         | 2–2                                      | Phù Đổng Ninh Bình                                                          |
| ------------------------------------------------------------------------------------------ | ---------------------------------------- | --------------------------------------------------------------------------- |
| - Nguyễn Tiến Linh 69' - Võ Hoàng Minh Khoa 73'                                            | Chi tiết FPT Play, HTV Thể Thao, TV360+4 | - Lê Hải Đức 84' - Nguyễn Hoàng Đức 90+9' (ph.đ.)                           |
| Loạt sút luân lưu                                                                          |                                          |                                                                             |
| - Quế Ngọc Hải - Nguyễn Tiến Linh - Võ Minh Trọng - Ngô Tùng Quốc - Nguyễn Trần Việt Cường | 5–4                                      | - Nguyễn Hoàng Đức - Lê Minh Bình - Lê Hải Đức - Võ Anh Quân - Mạch Ngọc Hà |

| Becamex Bình Dương | Phù Đổng Ninh Bình |

| Sông Lam Nghệ An                         | 2–1                      | Đồng Tháp            |
| ---------------------------------------- | ------------------------ | -------------------- |
| - Phan Xuân Đại 71' - Đinh Xuân Tiến 79' | Chi tiết FPT Play, TV360 | - Trần Nhật Đông 81' |

| Sông Lam Nghệ An | Đồng Tháp |

| Thể Công – Viettel                            | 2–0                           | Hoàng Anh Gia Lai |
| --------------------------------------------- | ----------------------------- | ----------------- |
| - Khuất Văn Khang 64' - Trần Danh Trung 90+8' | Chi tiết FPT Play, HTV3, VTV5 |                   |

| Thể Công – Viettel | Hoàng Anh Gia Lai |

| Hải Phòng                           | 1–3                     | Công an Hà Nội                                                   |
| ----------------------------------- | ----------------------- | ---------------------------------------------------------------- |
| - Cao Pendant Quang Vinh 48' (l.n.) | Chi tiết FPT Play, VTV5 | - Phan Văn Đức 52' - Bùi Hoàng Việt Anh 78' - Hoàng Văn Toản 90' |

| Hải Phòng | Công an Hà Nội |

## Bán kết
| Sông Lam Nghệ An                              | 3–2                                    | Becamex Bình Dương                   |
| --------------------------------------------- | -------------------------------------- | ------------------------------------ |
| - Olaha 17', 90+1' (ph.đ.) - Hồ Văn Cường 79' | Chi tiết FPT Play, HTV1, TV360+4, VTV7 | - Trần Duy Khánh 39' - Janclesio 87' |

| Sông Lam Nghệ An | Becamex Bình Dương |

| Công an Hà Nội                               | 3–1                                   | Thể Công – Viettel     |
| -------------------------------------------- | ------------------------------------- | ---------------------- |
| - Hugo 13' - Nguyễn Quang Hải 18' - Alan 40' | Chi tiết FPT Play, HTV Thể Thao, VTV5 | - Nguyễn Hữu Thắng 37' |

| Công an Hà Nội | Thể Công – Viettel |

## Chung kết
| Sông Lam Nghệ An | 0–5                              | Công an Hà Nội                                             |
| ---------------- | -------------------------------- | ---------------------------------------------------------- |
|                  | Chi tiết FPT Play, VTV7, TV360+4 | - Nguyễn Quang Hải 6' - Alan 38', 48', 62' - Leo Artur 42' |

| Sông Lam Nghệ An | Công an Hà Nội |

## Thống kê mùa giải

### Cầu thủ ghi bàn hàng đầu
Đã có 63 bàn thắng ghi được trong 24 trận đấu, trung bình 2.62 bàn thắng mỗi trận đấu.

| Xếp hạng | Cầu thủ            | Câu lạc bộ             | Số bàn thắng |
| -------- | ------------------ | ---------------------- | ------------ |
| 1        | Alan Grafite       | Công an Hà Nội         | 5            |
| 2        | Bùi Hoàng Việt Anh | Công an Hà Nội         | 2            |
| 2        | Nguyễn Quang Hải   | Công an Hà Nội         | 2            |
| 2        | Đinh Xuân Tiến     | Sông Lam Nghệ An       | 2            |
| 2        | Michael Olaha      | Sông Lam Nghệ An       | 2            |
| 2        | Nguyễn Tiến Linh   | Becamex Bình Dương     | 2            |
| 2        | Nguyễn Công Phượng | Trường Tươi Bình Phước | 2            |

### Ghi hat-trick
| Cầu thủ      | Câu lạc bộ     | Đối thủ          | Kết quả | Ngày                |
| ------------ | -------------- | ---------------- | ------- | ------------------- |
| Alan Grafite | Công an Hà Nội | Sông Lam Nghệ An | 5–0 (A) | 29 tháng 6 năm 2025 |

- Ghi chú: (H) – Sân nhà; (A) – Sân khách

## Phát sóng
Toàn bộ các trận đấu của Cúp Quốc gia 2024–25 được phát sóng trực tiếp trên các kênh truyền hình và nền tảng sau:

### Truyền hình
- HTV: HTV1, HTV3, HTV Thể Thao
- VTV: VTV5, VTV7

### Nền tảng trực tuyến
- Ứng dụng OTT: FPT Play, TV360, MyTV